# Farnham (Essex)
Farnham is een civil parish in het bestuurlijke gebied Uttlesford, in het Engelse graafschap Essex.